# Ривер Бенд (Северна Каролина)
Ривер Бенд (енгл. River Bend) град је у америчкој савезној држави Северна Каролина.

## Демографија
По попису из 2010. године број становника је 3.119, што је 196 (6,7%) становника више него 2000. године.
| Група             | 2000.         | 2010.         |
| Белци             | 2.698 (92,3%) | 2.696 (86,4%) |
| Афроамериканци    | 167 (5,7%)    | 269 (8,6%)    |
| Азијати           | 11 (0,4%)     | 31 (1,0%)     |
| Хиспаноамериканци | 30 (1,0%)     | 80 (2,6%)     |
| Укупно            | 2.923         | 3.119         |